# Ivan Mustapić
Ivan Mustapić, född 9 juli 1966, är en friidrottare från Kroatien. Han deltog vid olympiska sommarspelen 1992.